# Letnie Grand Prix w kombinacji norweskiej 2011
Letnie Grand Prix w kombinacji norweskiej 2011 – czternasta edycja LGP w historii kombinacji norweskiej. Sezon składał się z pięciu konkursów indywidualnych. Rozpoczął się 27 sierpnia 2011 roku w Oberwiesenthal, a zakończył 2 września 2011 w Oberstdorfie. Tytułu sprzed roku bronił Niemiec Johannes Rydzek, który zwyciężył także w tej edycji.

## Kalendarz i wyniki
| Lp | Data             | Miejscowość    | Konkurencja              | 1 miejsce  | 2 miejsce     | 3 miejsce        |
| -- | ---------------- | -------------- | ------------------------ | ---------- | ------------- | ---------------- |
| 1. | 27 sierpnia 2011 | Oberwiesenthal | Gundersen HS106/10 km    | E. Frenzel | B. Kircheisen | J. Rydzek        |
| 2. | 28 sierpnia 2011 | Oberwiesenthal | Penalty Race HS106/10 km | J. Rydzek  | J. Schmid     | B. Demong        |
| 3. | 31 sierpnia 2011 | Liberec        | Gundersen HS134/10 km    | C. Bieler  | B. Gruber     | M. Krog          |
| 4. | 2 września 2011  | Oberstdorf     | Gundersen HS137/10 km    | E. Frenzel | J. Rydzek     | B. Kircheisen    |
| 5. | 3 września 2011  | Oberstdorf     | Gundersen HS137/10 km    | J. Rydzek  | B. Kircheisen | J. Lamy-Chappuis |

## Klasyfikacja końcowa
| Miejsce | Zawodnik            | Punkty |
| ------- | ------------------- | ------ |
| 1.      | Johannes Rydzek     | 390    |
| 2.      | Björn Kircheisen    | 280    |
| 3.      | Eric Frenzel        | 269    |
| 4.      | Christoph Bieler    | 234    |
| 5.      | Jason Lamy Chappuis | 217    |
| 6.      | Magnus Krog         | 164    |
| 6.      | Sébastien Lacroix   | 164    |
| 8.      | Bernhard Gruber     | 151    |
| 9.      | Alessandro Pittin   | 147    |
| 10.     | François Braud      | 139    |
| . . .   |                     |        |
| 40.     | Tomasz Pochwała     | 10     |